# Средний Ядыкбеляк
Средний Ядыкбеляк (мар. Оскансола) — деревня в Новоторъяльском районе Республики Марий Эл. Входит в состав Староторъяльского сельского поселения.

## География
Находится в северо-восточной части республики Марий Эл на расстоянии приблизительно 7 км по прямой на юг-юго-восток от районного центра посёлка Новый Торъял.

## История
Известна с 1884 года как деревня, которая входила в состав Кораксолинской волости Уржумского уезда Вятской губернии, в 23 хозяйствах проживали русские и черемисы — 160 человек. В 1939 году в деревне проживали 161 человек. В 1973 году в ней насчитывалось 23 хозяйства и 110 жителей. В 1999 году в деревне было 19 домов. В советское время работал колхоз «У пасу».

## Население
Население составляло 22 человека (мари 95 %) в 2002 году, 13 в 2010.